# St. Ulrici (Urbich)

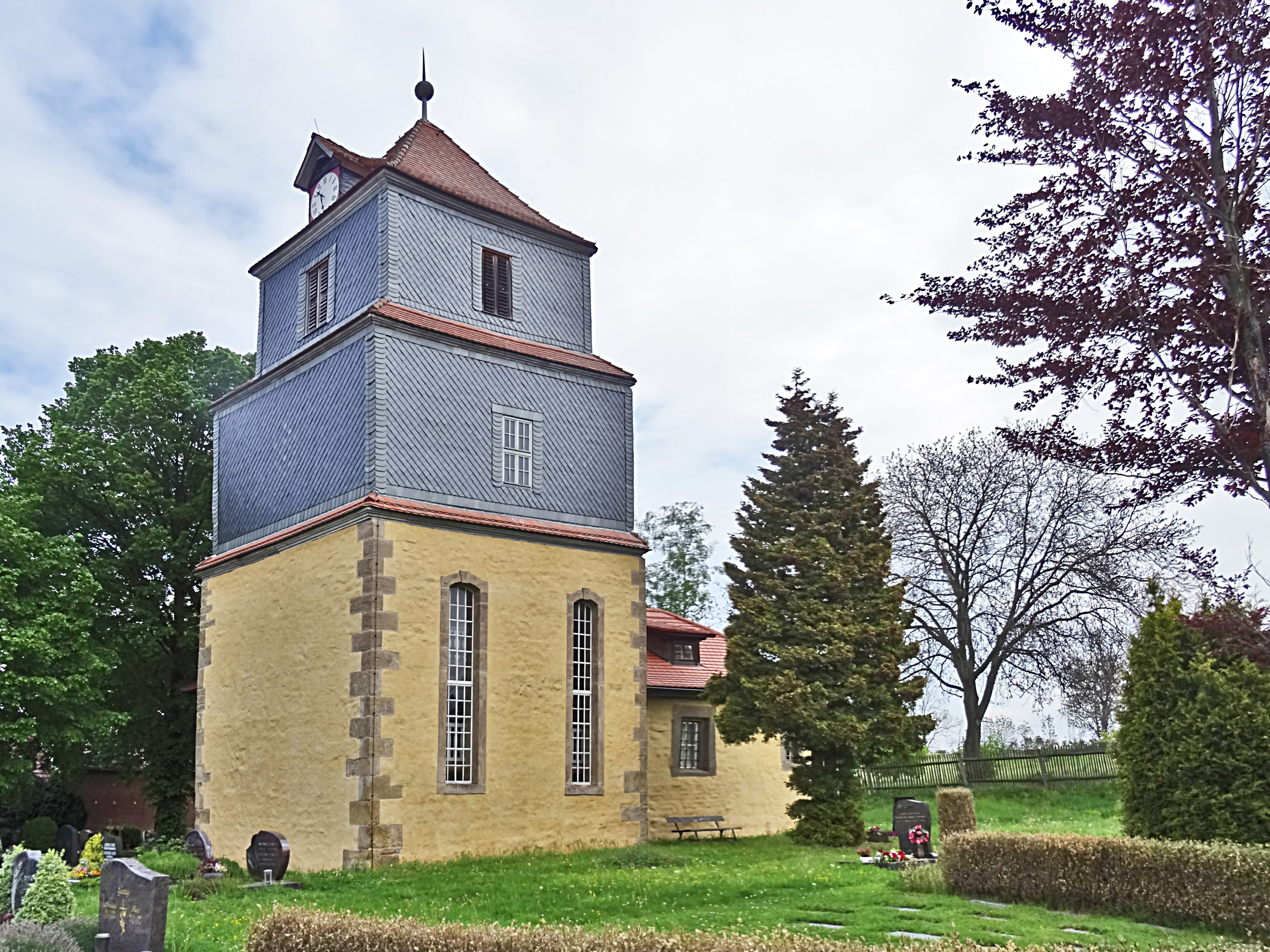
St. Ulrici

Die denkmalgeschützte evangelisch-lutherische Kirche St. Ulrici steht in Urbich, einem Ortsteil der Thüringer Landeshauptstadt Erfurt. Die Kirchengemeinde Erfurt-Urbich gehört zum Kirchengemeindeverband Erfurt-Windischholzhausen im Kirchenkreis Erfurt der Evangelischen Kirche in Mitteldeutschland.

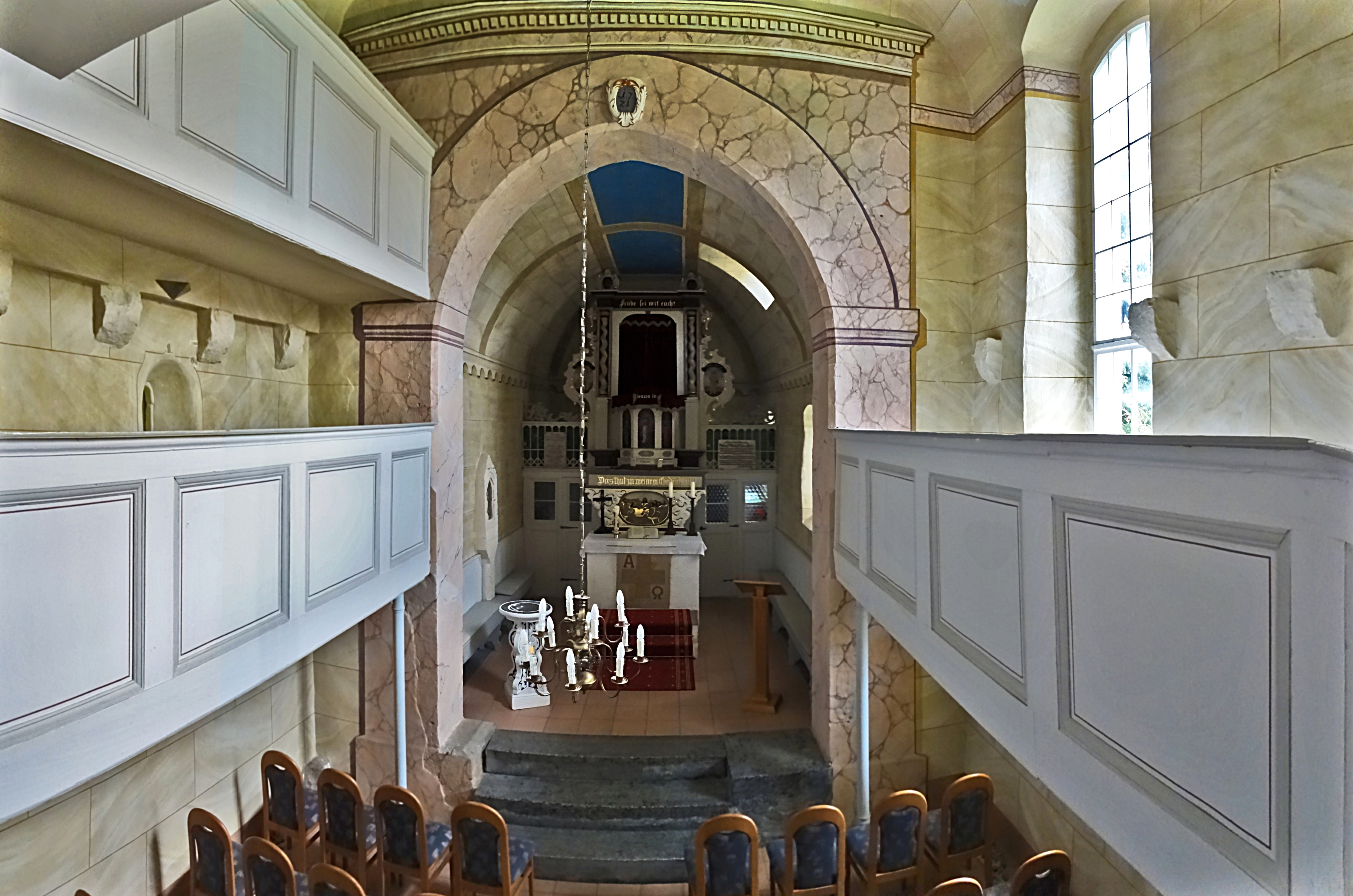
Innenansicht

## Beschreibung

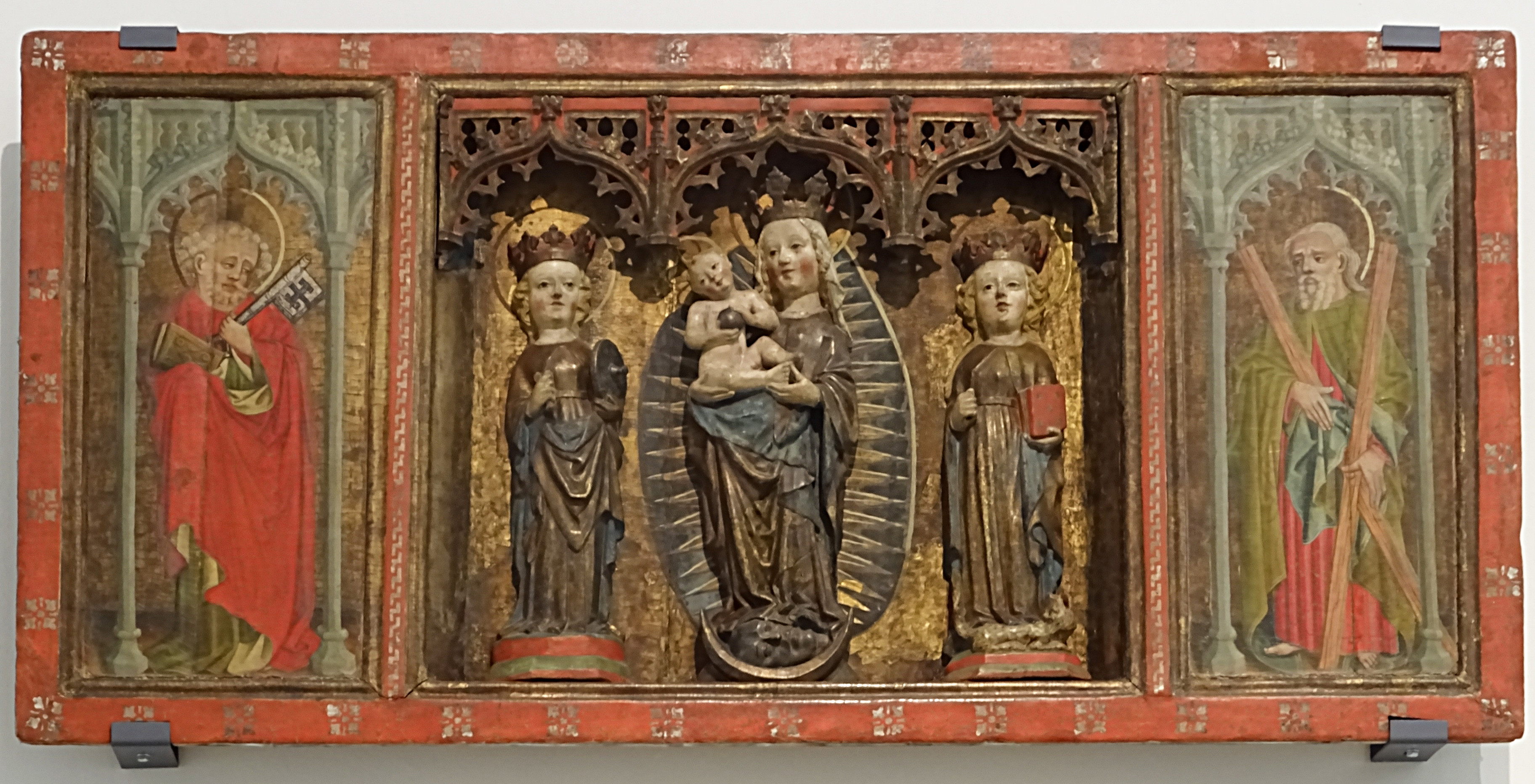
Früherer Schnitzaltar

Die ursprüngliche Saalkirche wurde im 12./13. Jahrhundert gebaut und im 15. Jahrhundert sowie 1721 verändert. Sie hat einen langgestreckten rechteckigen Chor. 1783 wurde der fast quadratische Saal durch zwei jeweils leicht eingezogene Geschosse in schiefergedecktem Fachwerk zum Kirchturm umgebaut und mit einem Pyramidendach bedeckt, das von einer Turmkugel bekrönt wird. An der Südseite befinden sich zwei stichbogige Fenster und ein überdachter Aufgang zu den zweigeschossigen Emporen im Innenraum aus dem 18. Jahrhundert. An der Chornordwand befinden sich ein Opus spicatum und ein vermauertes Bogenfenster, ferner ein Sakramentshaus, datiert mit 1488. 
Das Kirchenschiff und der Chor sind durch einen rundbogigen Triumphbogen verbunden. Das Altarretabel hat ein Relief aus dem 17. Jahrhundert mit der Darstellung des Abendmahls. Figürliche Grabsteine aus der Zeit um 1790 haben Rocailles als Verzierung. Ein Bildnis von Martin Luther aus Pappmaché hat noch die originale Farbfassung von 1707. Darüber hinaus gibt es noch zwei Ölgemälde von 1751 und 1752, die Elisabeth und Catharina Hildebrand darstellen. Ein früherer Schnitzaltar mit feststehenden Flügeln und der Darstellung Marias als Himmelskönigin mit dem Jesuskind befindet sich jetzt im Angermuseum Erfurt. 
Die Orgel mit 10 Registern, verteilt auf zwei Manuale und Pedal, wurde 1857 von Johann Michael Holland gebaut.

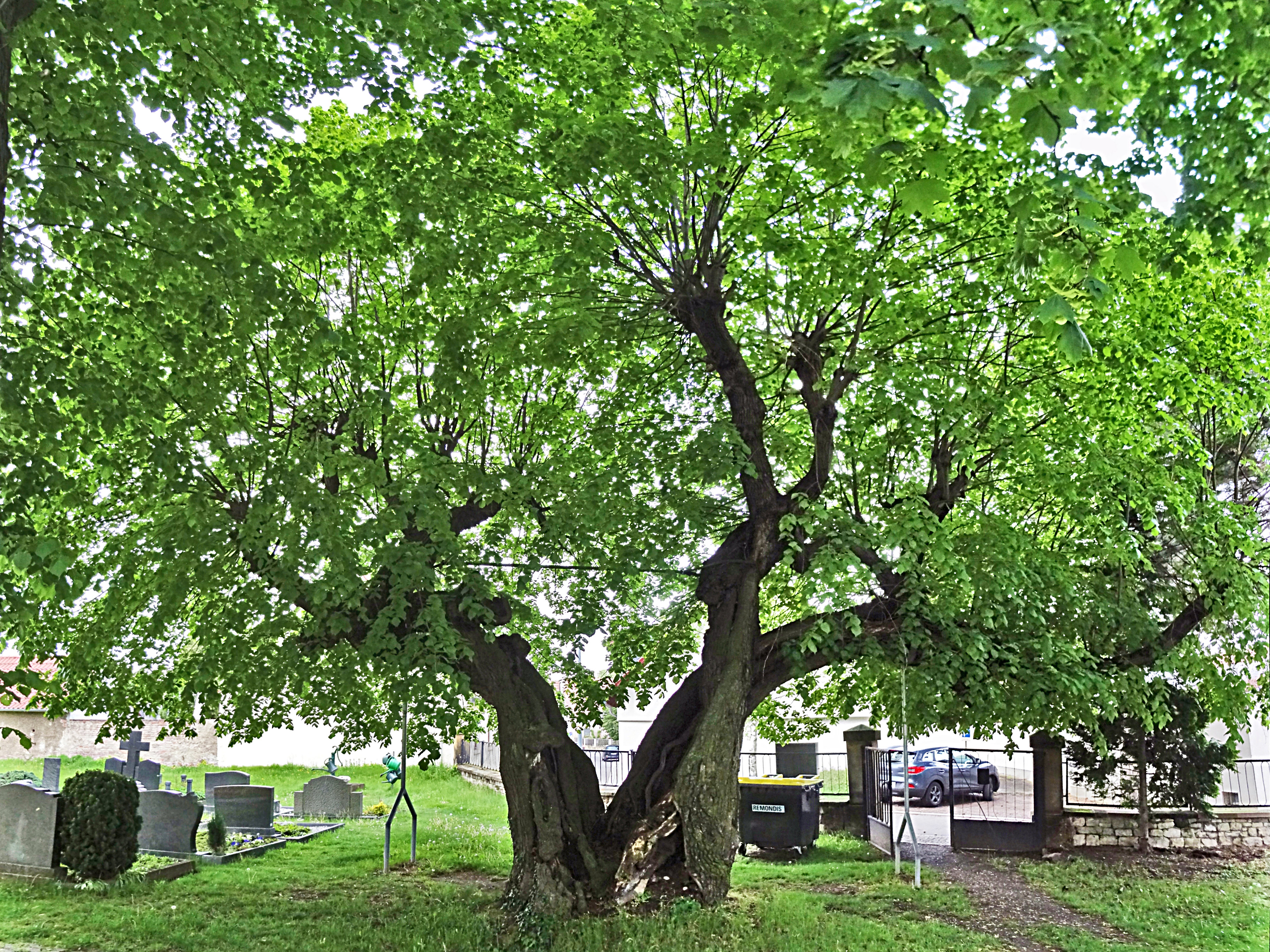
600-jährige Sommerlinde

Vor der Kirche, auf dem Friedhof, befindet sich eine 600 Jahre alte Sommerlinde aus der Entstehungszeit der Kirche.